# Acanthurus reversus
Espèce
Statut de conservation UICN

 LC  : Préoccupation mineure
Acanthurus reversus est une espèce de poisson tropical appartenant à la famille des Acanthuridae. Il peut mesurer jusqu'à 21,6 cm. On le rencontre dans le Pacifique centre-est à l'archipel des Marquises ou au Tuamotu. Il a été découvert par Randall et Earle en 1999. Il vit entre 4 et 15 m de profondeur.